# G∞VER
『G∞VER』（グーヴァー）は、HIGH and MIGHTY COLORの1枚目のオリジナルアルバム。2005年9月14日にSME Recordsから発売された。

## 概要
- デビューシングル「PRIDE」などを含めた全11曲が収録されている。
- 2006年3月21日にアメリカで発売され、全米デビューを果たした。
- タイトルのG∞VERは、「GO OVER（＝超える）」という意味の造語である。このタイトルを発案したのは、ボーカルのマーキーである。
- 今作の発売を記念して、「PUT ON HAPPINESS」と題したレコ発ライブを行い、同時にインターネット上で生配信も行なった。1か月後に編集された映像が再配信されたが、現在は閲覧不可能である。ちなみにセットリストは、すべて今作に収録されている楽曲で「What for…」「Rain」「With YOU」以外の楽曲が演奏された。

## 収録曲
| 全作詞・作曲・編曲: HIGH and MIGHTY COLOR。 |                  |                       |                       |      |
| #                                           | タイトル         | 作詞                  | 作曲・編曲            | 時間 |
| 1.                                          | 「G∞VER」        | HIGH and MIGHTY COLOR | HIGH and MIGHTY COLOR | 2:25 |
| 2.                                          | 「NOTICE」       | HIGH and MIGHTY COLOR | HIGH and MIGHTY COLOR | 4:11 |
| 3.                                          | 「PRIDE」        | HIGH and MIGHTY COLOR | HIGH and MIGHTY COLOR | 4:18 |
| 4.                                          | 「Naked」        | HIGH and MIGHTY COLOR | HIGH and MIGHTY COLOR | 3:33 |
| 5.                                          | 「OVER」         | HIGH and MIGHTY COLOR | HIGH and MIGHTY COLOR | 4:05 |
| 6.                                          | 「Days」         | HIGH and MIGHTY COLOR | HIGH and MIGHTY COLOR | 4:03 |
| 7.                                          | 「SWEET ESCAPE」 | HIGH and MIGHTY COLOR | HIGH and MIGHTY COLOR | 3:43 |
| 8.                                          | 「RUN☆RUN☆RUN」  | HIGH and MIGHTY COLOR | HIGH and MIGHTY COLOR | 4:20 |
| 9.                                          | 「What for…」    | HIGH and MIGHTY COLOR | HIGH and MIGHTY COLOR | 4:27 |
| 10.                                         | 「Rain」         | HIGH and MIGHTY COLOR | HIGH and MIGHTY COLOR | 3:51 |
| 11.                                         | 「With YOU」     | HIGH and MIGHTY COLOR | HIGH and MIGHTY COLOR | 6:16 |
| 合計時間:                                   | 合計時間:        | 45:12                 |                       |      |

### 楽曲解説
「G∞VER」
元は、ユウスケのアイデアであり、打ち込み重視のSE的な楽曲である。
事実上ユウスケのソロ曲であり、歌詞は存在するが、インスト曲扱いである。
「NOTICE」
ロックバラードな楽曲である。メンバーは、このアルバムの中で一番気に入っていると語る。
「PRIDE」
メジャーデビューシングル。
毎日放送･TBS系アニメ『機動戦士ガンダムSEED DESTINY』第2期オープニングテーマ。
「Naked」
ディスクに間違って曲名が記載されている（「Nake」になっている）。
「OVER」
2ndシングル。
テレビ朝日系『Matthew's Best Hit TV+』エンディングテーマ。
「Days」
4thシングル。
TBS系『ランク王国』エンディングテーマ。
「SWEET ESCAPE」
作詞は、ユウスケが担当した。
発売から約1年半前の結成当初に作られた楽曲であり、ハイカラ結成後初めてレコーディングされた楽曲でもある。
ユウスケの「マシンガンボックス」が唯一存在していない楽曲である。
「RUN☆RUN☆RUN」
3rdシングル。
ロッテガム『ピュアホワイトシトラス』CMソング。
「With YOU」
作曲は、カズトである。
最初の波の音は、沖縄で録られたもの。マーキー初のソロ曲である。

## 演奏
- H∧L (梅崎俊春、清水武仁)：Produce
- 冲祥子、三島英稔、渋田紀子、市川美希代、下川美帆、鈴木順子、守田マヤ、棚橋陽子、渡辺一雄、田島朗子：Violin (#11)
- 西森紀子、萩原薫：Viola (#11)
- 四家卯大、唐沢安岐奈：Cello (#11)
- 中川統雄：Strings Arrangement (#11)